# Gnophos semiobscuraria
Gnophos semiobscuraria là một loài bướm đêm trong họ Geometridae.